# Oriolus crassirostris
La oropéndola de Santo Tomé (Oriolus crassirostris) es una especie de ave de la familia Oriolidae.

## Distribución y hábitat
Es endémica de la isla de Santo Tomé (Santo Tomé y Príncipe). Sus hábitats naturales son los bosques bajos húmedos subtropicales o tropicales y los bosques montanos húmedos subtropicales o tropicales. Se encuentra amenazada por pérdida de hábitat.